# Fossá
Fossá är ett vattendrag och ett vattenfall på Färöarna (Kungariket Danmark). Det ligger i sýslan Streymoyar sýsla, i den norra delen av landet.
Fossurin í Fossá är ett av de högsta vattenfallen på Färöarna, och en av de största sevärdheterna på norra Streymoy.
Vattenfallet ligger nära byn Haldórsvík, i Sunda kommun. Det faller 140 meter ner till havet i två steg.